# Robin Wagner
Robin Samuel Alvin Wagner (San Francisco, 31 agosto 1933 – New York, 29 maggio 2023) è stato uno scenografo statunitense.

## Biografia
Nato e cresciuto a San Francisco, cominciò a lavorare come scenografo in teatri locali prima di trasferirsi a New York nel 1958. 
Dopo alcuni anni di lavoro nell'Off-Broadway, nel 1961 debuttò a Broadway come assistente scenografo per la commedia di Hugh Wheeler Big Fish, Little Fish. Cinque anni più tardi tornò a Broadway come scenografo ufficiale di I sequestrati di Altona di Jean-Paul Sartre e da allora si affermò come uno dei più prolifici e influenti scenografi di Broadway, curando le scenografie di oltre cinquanta allestimenti fino al 2012. A Broadway creò le scenografie di musical di enorme successo, tra cui quelle delle produzioni originali di Hair (1968), Jesus Christ Superstar (1971), A Chorus Line (1975), 42nd Street (1980), Dreamgirls (1981), City of Angels (1989), Crazy For You (1992), The Producers (2001) e The Boy From Oz (2003), ottenendo dieci candidature ai Tony Award e vincendone tre, rispettivamente nel 1978, nel 1990 e nel 2001. A lungo attivo anche nel mondo dell'opera e del balletto, Wagner lavorò come scenografo in allestimenti di alto profilo al Metropolitan, alla Royal Opera House, alla Wiener Staatsoper, all'Opera reale svedese e all'Opera di Amburgo.
È morto nel 2023 all'età di 89 anni.

## Vita privata
Dopo il divorzio dalla prima moglie, la produttrice Paula Wagner, si risposò con Joyce Marie Workman, con cui ebbe tre figli. Anche il secondo matrimonio si concluse con il divorzio.